# 炎の舞
『炎の舞』（ほのおのまい）は、1978年製作の日本映画。
原作は加茂菖子の小説『執炎』で、1964年に浅丘ルリ子・伊丹一三（後の伊丹十三）が主演した同名映画のリメイク作品。監督は河崎義祐。後に夫婦となった山口百恵・三浦友和コンビの9作目の主演作品である。
9億2000万円の配給収入を記録、1979年（昭和54年）の邦画配給収入ランキングの第8位となった。

## キャスト
- 久坂きよの：山口百恵
- 吉井拓治：三浦友和
- 久坂あやの（きよのの妹）：能瀬慶子（新人）
- 久坂宗道（きよの・あやのの父）：細川俊夫
- 久坂玉乃（きよの・あやのの母）：木暮実千代
- 吉井秀治（拓治の弟）：岡本達哉（現・岡元八郎）
- 吉井ちか（拓治・秀治の母）：荒木道子
- 野原泰子：金沢碧
- 野原則義（泰子の夫）：速水亮
- 小島：有島一郎

## 解説
太平洋戦争を背景に、狂おしいまでの激しい愛に生き、そして殉じた女と男を描く。原作は加茂菖子の「執炎」で、1964年（昭和39年）に日活で蔵原惟繕監督、浅丘ルリ子と伊丹一三主演で映画化されている。今作品は、脚本は「不毛地帯」の山田信夫と渋谷正行の共同執筆、監督は「残照」の河崎義祐、撮影は「果てしなき絶頂」の萩原憲治がそれぞれ担当している。

## スタッフ
- 監督：河崎義祐
- 製作：堀威夫、笹井英男
- 原作：加茂菖子『執炎』より
- 脚本：山田信夫、渋谷正行
- 音楽：佐藤勝
- 撮影：萩原憲治
- 編集：鈴木晄
- 製作プロダクション：ホリ企画制作

## 併映作品
『ピンク・レディーの活動大写真』
- 東宝・T&Cミュージック提携作品。監督：小谷承靖。主演：ピンク・レディー、田中健、秋野太作。